# Temple de Hatshepsut
El temple de Hatshepsut és un temple mortuori construït per la reina Hatshepsut d'Egipte i dissenyat per l'arquitecte Senenmut. Hatshepsut va ser filla de Tuthmosis I, gran esposa reial de Tuthmosis II i regenta del seu fill, el futur Tuthmosis III; es va proclamar faraona, i va fer construir diversos temples, dels quals el principal és el de Deir el-Bahari, prop de Luxor. El temple fou dedicat als déus Amon, Anubis i Hathor.

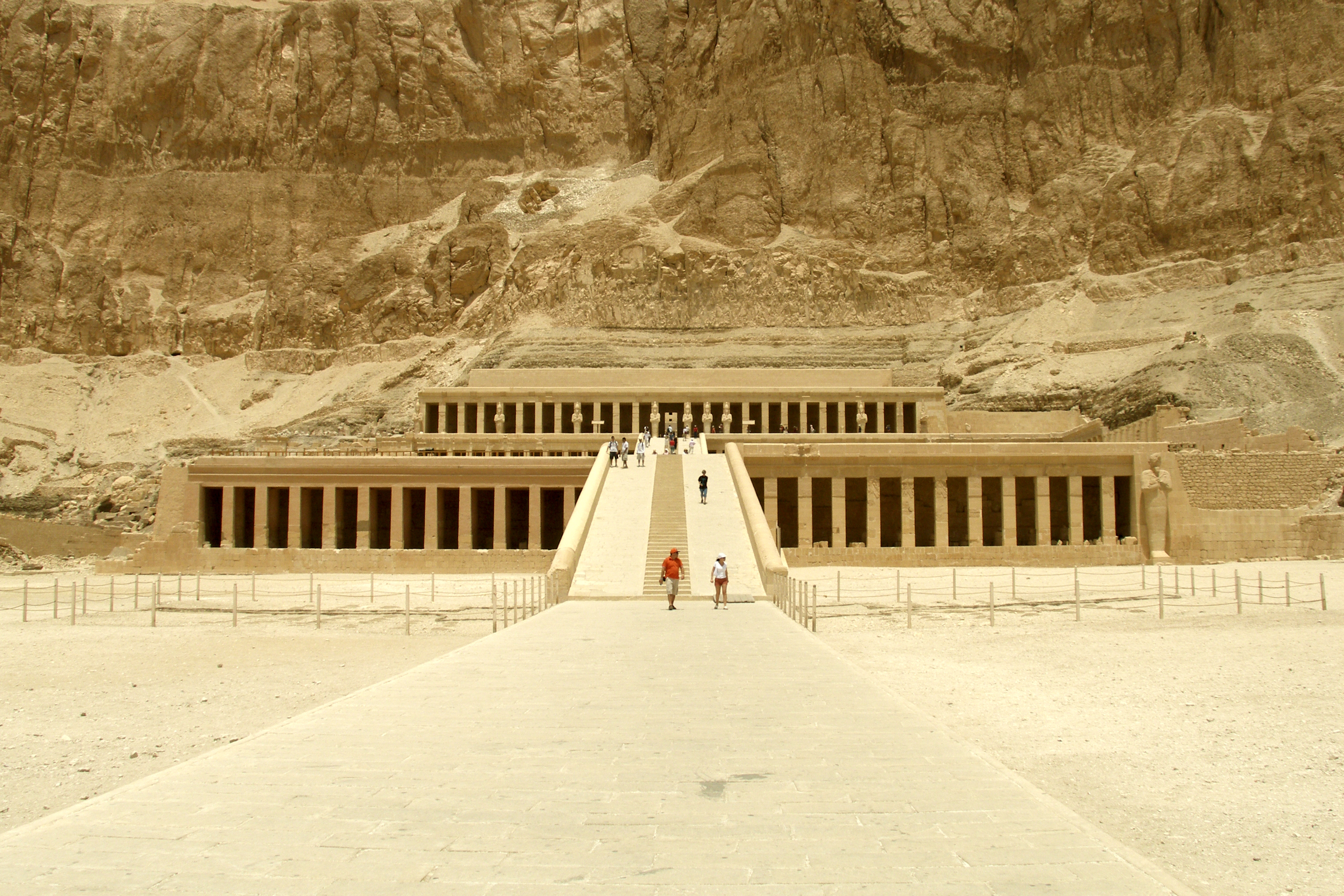
Accés al temple de Hatshepsut

A la mort de la reina, el seu fillastre Tuthmosis III va assumir plens poders. Va fer destruir les seves inscripcions i estàtues, i va eliminar la seva imatge.

## El temple
S'hi accedia des d'una àmplia esplanada de 36 metres d'ample amb tres fileres d'esfinxs i es puja al temple mitjançant unes rampes que porten d'una terrassa a l'altra. Les terrasses estan aguantades per parets de càrrega. Les terrasses i columnes es confonen amb la muntanya. L'esplanada, que encara és l'accés avui dia, ja no té les esfinxs. El complex està fortament custodiat per la policia turística i es passen control per accedir-hi.
El temple és, en part, excavat a la roca i, en part, construït fora de la paret de la muntanya. La primera terrassa té un gran pati amb murs i doble pòrtic decorat amb relleus. Hi havia dos estanys en forma de T que tenien plantes que no hi són ara. Al pòrtic, hi ha dues estàtues d'Osiris (només 1 ha estat reconstruïda).
El segon nivell, amb accés per rampa protegida per un lleó, té un pòrtic amb dues files de 22 pilars gravats amb relleus. A la dreta hi ha un pòrtic, que no fou acabat, amb quatre sepulcres. A l'angle entre ambdós, hi ha la capella d'Anubis i tres santuaris ben decorats amb escenes religioses de la reina i de Tuthmosis. A l'esquerra, hi ha la capella d'Hathor, excavada a la roca amb dues sales hipòstiles; l'una de columnes hathòriques i una altra d'acanalades.
La darrera terrassa (tercera) té 22 columnes amb pilars osiríacs, que foren destruïts per Tuthmosis. A l'esquerra, hi ha la capella de Tuthmosis I i una cambra d'ofrenes i, a l'altre costat, les sales de Ra-Horakhti, amb un vestíbul i un pati interior.
El santuari del temple té tres sales; una d'aquestes per a la barca sagrada i les altres dues de culte. Al darrere, hi ha estàtues de la reina i un accés.
En general, es pot dir que està ricament decorat i el nombre d'estàtues conservades o refetes és important. Al nivell més alt, hi havia estàtues de la reina que foren destruïdes pel seu fill, algunes de les quals han estat restaurades. Hatshepsut apareix representada en aquestes estàtues simbolitzant Osiris (pilars osiríacs), amb els braços plegats i la falsa barba cerimonial dels faraons.

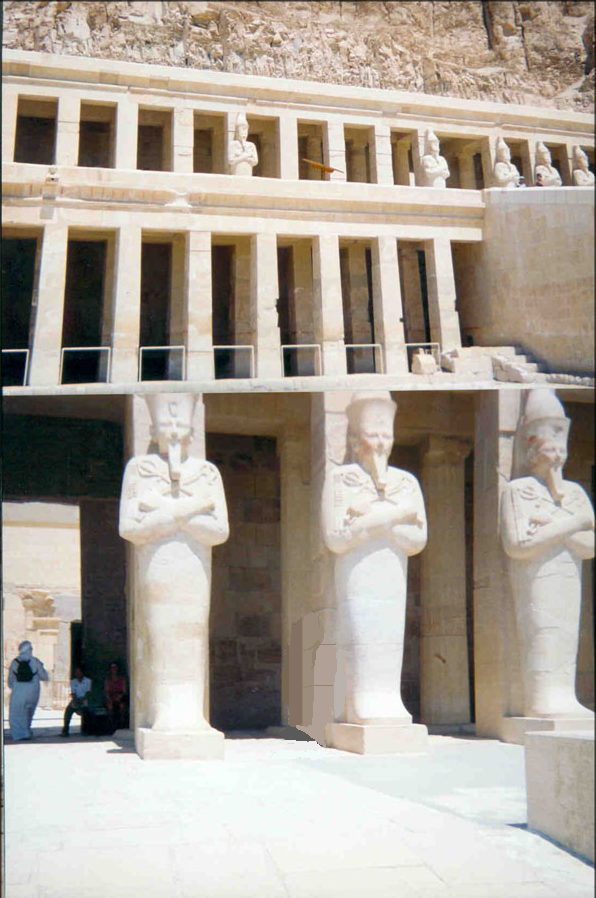
Estàtues de Hatshepsut amb la falsa barba

Fou restaurat el 1906.

## La massacre de Luxor
El 17 de novembre de 1997 fou el teatre d'una matança feta per sis fanàtics islamistes de les organitzacions Jihad Talaat al-Fath (Guerra Santa i Avantguarda de la Conquesta) i Al-Gama'a al-Islamiyya (Grup Islàmic) contra turistes estrangers, dels quals en van morir 58. Els sis terroristes foren abatuts per les forces de seguretat egípcies. El ministre de l'Interior egipci General Hassan al-Alfi fou destituït i nomenat el major general Habib al-Adly. Els morts foren 35 suïssos, 10 japonesos, 6 britànics, 4 alemanys, 1 francès, 1 colombià i 1 búlgar amb passaport britànic. Van resultar ferits 12 suïssos, 2 japonesos, 2 alemanys, 1 francès i 13 egipcis, entre ells 3 policies. Durant el dos anys següents, el turisme a Egipte va baixar de manera accentuada i no va arribar a l'anterior nivell fins passats cinc anys.

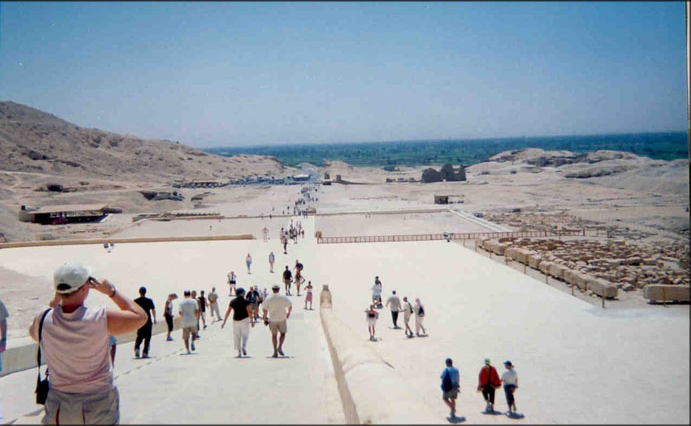
Esplanada d'accés al temple de Hatshepsut, des del temple